# Kathryn Morris
Kathryn Morris (28 januari 1969) is een Amerikaans actrice woonachtig in Los Angeles (Californië) en sinds 2003 bekend door haar hoofdrol als Lily Rush in de misdaadserie Cold Case.
Morris speelde diverse bijrollen in Amerikaanse series (zoals Xena: Warrior Princess), maar eerste bekendheid verwierf ze met haar rol als Lt. Annalisa "Stinger" Lindstrom in Pensacola: Wings of Gold uit 1997. Haar eerste grotere filmrollen had ze in Artificial Intelligence: A.I. en Minority Report beide geregisseerd door Steven Spielberg. Echter haar scènes in A.I. overleefden de montage niet. Ze speelde verder in onder andere Paycheck en Mindhunters.

## Filmografie
- Bibliothèque nationale de France: cb139868729 (data)
- Gemeinsame Normdatei: 1011837390
- International Standard Name Identifier: 0000 0001 1937 8060
- Library of Congress Control Number: no2003110573
- Nationale Bibliotheek van Polen: a0000001781520
- SNAC: w6rv2rhv
- Virtual International Authority File: 94494983
- WorldCat: E39PBJwhxrk6Gd6d3TQbRqJqwC